# Montecillos, Guanajuato
Montecillos är en ort i Mexiko.   Den ligger i kommunen Pueblo Nuevo och delstaten Guanajuato, i den centrala delen av landet, 260 km nordväst om huvudstaden Mexico City. Montecillos ligger 1 720 meter över havet och antalet invånare är 277.
Terrängen runt Montecillos är en högslätt. Runt Montecillos är det tätbefolkat, med 257 invånare per kvadratkilometer. Närmaste större samhälle är Irapuato, 12,7 km norr om Montecillos. Trakten runt Montecillos består till största delen av jordbruksmark.